# 크리스탈 모셀
크리스털 모젤(Crystal Moselle, 1980년 8월 1일 ~ )은 미국의 영화 감독, 영화 각본가이다.

## 작품 목록
- 더 울프팩 (2015)
- 스케이트 키친 (2018)